# Sainte-Cécile-d'Andorge
Sainte-Cécile-d'Andorge là một xã trong vùng Occitanie. Xã Sainte-Cécile-d'Andorge nằm ở khu vực có độ cao trung bình 291 mét trên mực nước biển.